# Funktionelle Integration
Funktionelle Integration stellt im Rahmen der Wirtschaftsintegration die Harmonisierung durch den Markt dar. Sie ist eine ex-post Betrachtung, da sich erst nach wettbewerblichen Anpassungsprozessen feststellen lässt, welche Normen, Regelungen und Standorte sich durchsetzen werden.
Den Gegensatz zur funktionellen Integration bildet die Institutionelle Integration.